# Louis Marie-Auguste Boutan
Louis Marie-Auguste Boutan fue un biólogo y naturalista francés que nació el 6 de marzo de 1859 en Versalles y murió el 6 de abril de 1934 en Tighzirt Argelia. 
Realizó estudios de Biología y de historia natural en la Universidad de París. Participó en la delegación francesa de la exposición universal de Melbourne de 1880. En 1884, comenzó a estudiar la biología marina en la estación marina de Banyuls-sur-Mer.
En 1892 comenzó sus primeras tentativas de bucear debajo del mar a la profundidad de 3 hasta 11 metros en tiempos que iban entre 10 y 30 minutos. Se le ocurrió fotografiar bajo el agua como apoyo a sus investigaciones de biología marina y ayudado por su hermano que era ingeniero, desarrollaron la primera cámara fotográfica subacuática, realizando en 1893 la primera fotografía submarina en blanco y negro. La cámara desarrollada era pesada y grande. 
Compensaron la absorción de la luz solar en profundidad con un flash con un hilo de magnesio en oxígeno, logrando reducir el tiempo de pose a 5 s y, al final realizaban fotos telecomandadas ayudándose de un electroimán y de dos arcos eléctricos estancos, en instantáneas a 50 m de profundidad.
Publica, en 1900 por la Ed. Sleicher de Paris, La Photographie sous-marine et les progrès de la photographie. Va a Indochina y a su retorno en 1906 da cursos en la Facultad de Ciencias de Bordeaux. En 1915, desarrolla con su hermano un aparato para la Armada. Posteriormente es director del Laboratorio de Zoología de Arcachon, e inspector de pesca en Tigzirt, función que conserva hasta su retiro. En 1925, preside la Société zoologique de France. Su legado fueron los manuales para estudiantes, dos monografías y cerca de 200 comunicaciones científicas.